# Syncope (musique)
Pour les articles homonymes, voir Syncope.

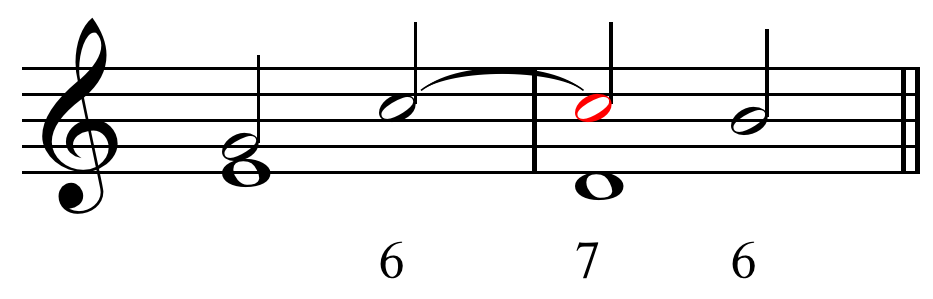
Exemple de syncope : la note rouge est en syncope.

Dans le solfège rythmique, on appelle syncope une note attaquée sur un temps faible et prolongée sur le temps suivant (qui est toujours un temps fort),.

## Caractéristiques
Par exemple, dans une mesure à 4/4 (quatre noires par mesure), une blanche placée sur le deuxième temps est une syncope – le deuxième temps d'un 4/4 étant un temps faible, le troisième, un temps fort. Autre exemple, toujours dans une mesure à 4/4, une noire « à cheval » sur deux temps consécutifs – une noire placée « en l'air », c’est-à-dire attaquée sur la deuxième croche d'un temps quelconque, et prolongée sur la première croche du temps suivant – est également une syncope.
La syncope, tout comme le contretemps, est perçue par l'auditeur comme un déplacement de l'accent attendu. Elle peut être considérée comme un élément rythmique « en conflit » avec la mesure.
La syncope peut également être obtenue par l'attaque d'un accord (et non d'une seule note) sur un temps faible prolongé sur un temps fort. On parle alors de syncope d'harmonie. Cet effet est contraire aux lois esthétiques de l'harmonie classique.
Les motifs syncopés sont très présents dans la musique funk et jazz. La présence d'un grand nombre de syncopes dans un morceau musical a un effet sur l'envie de danser. Le cerveau reconnait un rythme, mais la présence de syncopes l'oblige à marquer la mesure pour suivre ce rythme. Le marquage se fait par un mouvement de tête, des pieds, une amorce de pas de danse.
Le documentaire Gurumbé, canciones de tu memoria negra retrace le rôle de la musique africaine dans la création de ce motif.